# العلاقات الرواندية الهندوراسية
العلاقات الرواندية الهندوراسية هي العلاقات الثنائية التي تجمع بين رواندا وهندوراس.

## مقارنة بين البلدين
هذه مقارنة عامة ومرجعية للدولتين:
| وجه المقارنة                                              | رواندا                                        | هندوراس          |
| --------------------------------------------------------- | --------------------------------------------- | ---------------- |
| المساحة (كم2)                                             | 26.34 ألف                                     | 112.49 ألف       |
| عدد السكان (نسمة)                                         | 12.21 مليون                                   | 9.27 مليون       |
| الكثافة السكانية (ن./كم²)                                 | 463.55                                        | 82.41            |
| العاصمة                                                   | كيغالي                                        | تيغوسيغالبا      |
| اللغة الرسمية                                             | اللغة الكينيارواندا، لغة إنجليزية، لغة فرنسية | اللغة الإسبانية  |
| العملة                                                    | فرنك رواندي                                   | لمبيرة هندوراسية |
| الناتج المحلي الإجمالي (بليون دولار)                      | 9.14 مليار                                    | 22.98 مليار      |
| الناتج المحلي الإجمالي (تعادل القوة الشرائية) بليون دولار | 20.46 مليار                                   | 41.14 مليار      |
| الناتج المحلي الإجمالي الاسمي للفرد دولار أمريكي          | 697                                           | 2.53 ألف         |
| الناتج المحلي الإجمالي للفرد دولار أمريكي                 | 1.66 ألف                                      | 4.91 ألف         |
| مؤشر التنمية البشرية                                      | 0.483                                         | 0.606            |
| رمز المكالمات الدولي                                      | +250                                          | +504             |
| رمز الإنترنت                                              | .rw                                           | .hn              |
| المنطقة الزمنية                                           | ت ع م+02:00                                   | 00               |

## منظمات دولية مشتركة
يشترك البلدان في عضوية مجموعة من المنظمات الدولية، منها:
| علم المنظمة | اسم المنظمة                               | تاريخ انضمام رواندا | تاريخ انضمام هندوراس |
| ----------- | ----------------------------------------- | ------------------- | -------------------- |
|             | مؤسسة التنمية الدولية                     | 30 سبتمبر 1963      | 23 ديسمبر 1960       |
|             | يونسكو                                    | 7 نوفمبر 1962       | 16 ديسمبر 1947       |
|             | وكالة ضمان الاستثمار متعدد الأطراف        | 27 سبتمبر 2002      | 30 يونيو 1992        |
|             | الأمم المتحدة                             | 18 سبتمبر 1962      | 17 ديسمبر 1945       |
|             | الاتحاد البريدي العالمي                   | ?                   | ?                    |
|             | البنك الدولي للإنشاء والتعمير             | 30 سبتمبر 1963      | 27 ديسمبر 1945       |
|             | الاتحاد الدولي للاتصالات                  | 12 ديسمبر 1962      | 27 أكتوبر 1925       |
|             | منظمة حظر الأسلحة الكيميائية              | ?                   | ?                    |
|             | مؤسسة التمويل الدولية                     | 6 نوفمبر 1975       | 20 يوليو 1956        |
|             | المركز الدولي لتسوية المنازعات الاستشارية | 14 نوفمبر 1979      | 16 مارس 1989         |
|             | منظمة التجارة العالمية                    | ?                   | ?                    |
|             | منظمة الشرطة الجنائية الدولية             | ?                   | ?                    |

## وصلات خارجية
- موقع وزارة الخارجية الرواندية
- موقع وزارة الخارجية الهندوراسية